# PSRC1
PSRC1 (англ. Proline and serine rich coiled-coil 1) – білок, який кодується однойменним геном, розташованим у людей на короткому плечі 1-ї хромосоми. Довжина поліпептидного ланцюга білка становить 363 амінокислот, а молекулярна маса — 38 796.
| 10         |  | 20         |  | 30         |  | 40         |  | 50         |
| ---------- |  | ---------- |  | ---------- |  | ---------- |  | ---------- |
| MEDLEEDVRF |  | IVDETLDFGG |  | LSPSDSREEE |  | DITVLVTPEK |  | PLRRGLSHRS |
| DPNAVAPAPQ |  | GVRLSLGPLS |  | PEKLEEILDE |  | ANRLAAQLEQ |  | CALQDRESAG |
| EGLGPRRVKP |  | SPRRETFVLK |  | DSPVRDLLPT |  | VNSLTRSTPS |  | PSSLTPRLRS |
| NDRKGSVRAL |  | RATSGKRPSN |  | MKRESPTCNL |  | FPASKSPASS |  | PLTRSTPPVR |
| GRAGPSGRAA |  | ASEETRAAKL |  | RVSGSGEFVG |  | LTLKFLHPSP |  | PGPPTPIRSV |
| LAPQPSTSNS |  | QRLPRPQGAA |  | AKSSSQLPIP |  | SAIPRPASRM |  | PLTSRSVPPG |
| RGALPPDSLS |  | TRKGLPRPST |  | AGHRVRESGH |  | KVPVSQRLNL |  | PVMGATRSNL |
| QPPRKVAVPG |  | PTR        |  |            |  |            |  |            |

A: Аланін

C: Цистеїн

D: Аспарагінова кислота

E: Глутамінова кислота

F: Фенілаланін

G: Гліцин

H: Гістидин

I: Ізолейцин

K: Лізин

L: Лейцин

M: Метіонін

N: Аспарагін

P: Пролін

Q: Глутамін

R: Аргінін

S: Серин

T: Треонін

Кодований геном білок за функцією належить до фосфопротеїнів. 
Задіяний у таких біологічних процесах як клітинний цикл, поділ клітини, мітоз, поліморфізм, альтернативний сплайсинг. 
Локалізований у цитоплазмі, цитоскелеті.